# Антигуа и Барбуда на Универсиадах
Антигуа и Барбуда принимают участие в Универсиадах начиная с летней Универсиады 1995 года в Фукуоке. На зимних Универсиадах спортивная делегация Антигуа и Барбуды на данное время не участвовала ни разу.
На настоящее время (после летней Универсиады 2021 и зимней Универсиады 2023) спортсмены Антигуа и Барбуды на всех Универсиадах медалей не завоевали.